# لؤي طه
لؤي طه (بالعبرية: לואי טאהא)(ولد في 26 نوفمبر 1989) هو لاعب كرة قدم عربي إسرائيلي، يلعب لصالح نادي هابويل بئر السبع، في مركز المدافع.

## مسيرته الكروية
بدأ لؤي طه مسيرته الكروية في قسم الشباب التابع لنادي هابويل حيفا، وانتقل فيما بعد إلى إتحاد أبناء سخنين. في صيف عام 2007 انضم إلى نادي الأخوة عرابة وعلى الرغم من كونه ينتمي إلى فريق الشباب، فقد شارك في مباريات الفريق الأول، وكانت المباراة ضد مكابي عيروني طمرة ضمن كأس الدولة، والتي إنتهت بفوز الأخوة عرابة بنتيجة 3-2، في 6 أكتوبر 2007 , أولى مبارياته ضمن الفريق الأول. خلال الموسم إنتقل طه على سبيل الإعارة إلى هابويل كرميئيل من أجل كسب المزيد من دقائق اللعب، في1 أبريل 2008 سجل الهدف الأول في مسيرته، في المباراة التي انتهت بالتعادل 2-2 ضد مكابي معلوت ترشيحا. في نهاية الموسم، عاد مجدداً إلى الأخوة عرابة ليشهد صعود الفريق إلى الدرجة الممتازة.
في صيف عام 2010 إنتقل إلى صفوف النادي الرياضي أشدود من الدرجة العليا، وفي 1 يناير 2011 خاض مباراته الأولى في الدرجة العليا في مباراة الفوز 1-3 ضد هابويل عكا. خلال فترة الانتقالات الشتوية في نفس العام، أعير طه إلى نادي هابويل كفار سابا الذي كان يسعى للصعود إلى الدرجة العليا، وفي الصيف أعير مرة أخرى، هذه المرة لصفوف مكابي أم الفحم الذي لعب له لموسم واحد. في نهاية الموسم، أطلق النادي الرياضي أشدود سراحه ليتنقل إلى هابويل رعنانا، الذي سجل له هدفاً في مباراة صعود الفريق إلى درجة العليا، في 17 مايو 2013 ، ضد هابويل القدس والتي انتهت لصالحه بـ 1-3. في 28 ديسمبر 2013 تلقى البطاقة حمراء الأولى في مسيرته، في الهزيمة 2-0 أمام هابويل حيفا.
في 20 يناير 2015 إنتقل طه إلى صفوف نادي هابويل بئر السبع في عقد لمدة 4 سنوات.في 24 يناير 2015، لعب مباراته الأولى مع الفريق في الخسارة 1-0 أمام مكابي حيفا، وكان مجموع مشاركاته في الموسم الأول 9 مباريات. مع بداية الموسم التالي، إنخفضت مشاركاته، لكن الوضع بدأ بالتغير تدريجياً واستطاع كسب ثقة مدرب الفريق.
في ختام موسم 2015\16 كان شريكاً في فوز هابويل بئر السبع ببطولة الدوري الإسرائيلي للمرة الثالثة في تاريخه إثر الفوز بنتيجة 1-3 في الجولة الأخيرة على إتحاد أبناء سخنين.
في 24 يونيو 2016 وافق طه على تمديد عقده مع هابويل بئر السبع لثلاثة سنوات أخرى، بعدما رفض عرضاً بقيمة مليون يورو لمدة أربع سنوات من نادي زيوريخ السويسري.

## الألقاب والإنجازات
هابويل بئر السبع
- الدوري: 2015/2016
- كأس السوبر الإسرائيلي: 2015/2016

## وصلات خارجية
- لؤي طه على موقع الاتحاد الدولي (مؤرشف)  (الإنجليزية)
- لؤي طه على موقع الاتحاد الأوربي (الإنجليزية)
- لؤي طه على موقع قاعدة بيانات كرة القدم.إي يو (الإنجليزية)
- لؤي طه على موقع ناشيونال فوتبول تيمز (الإنجليزية)
- لؤي طه على موقع Soccerway.com (الإنجليزية)
- لؤي طه على موقع عالم كرة القدم.نت (الإنجليزية)
- لؤي طه على موقع AS.com (الإسبانية)

- ملف اللاعب على موقع الإتحاد الإسرائيل لكرة القدم (بالعبرية)
- الملف الشخصي للاعب على موقع soccerway (بالإنجليزية)